# Von Tunzelman Point
Der Von Tunzelman Point ist eine Landspitze an der Pennell-Küste des ostantarktischen Viktorialands. Am Ridley Beach liegt sie 1,5 km südwestlich des Kap Adare auf der Westseite der Adare-Halbinsel.
Das New Zealand Antarctic Place-Names Committee benannte sie nach Alexander von Tunzelman (1877–1957), einem von vier neuseeländischen Teilnehmern an der vom Norweger Henryk Bull geleiteten Antarctic-Expedition (1894–1895), bei der am 24. Januar 1895 unweit dieser Landspitze Menschen vermeintlich erstmals den antarktische Kontinent betreten hatten.